# فرانك بينيت فيسك
فرانك بينيت فيسك (بالإنجليزية: Frank Bennett Fiske)‏ هو مصور أمريكي، ولد في 11 يونيو 1883، وتوفي في 18 يوليو 1952.